# Piramida w Międzybrodziu
Piramida w Międzybrodziu – grobowiec piramidalny rodziny Kulczyckich herbu Sas, znajdujący się na cmentarzu przycerkiewnym w Międzybrodziu (województwo podkarpackie).
W Polsce istnieje zaledwie kilka tego typu grobowców, których pierwowzorem były piramidy. 

## Opis
W południowej części greckokatolickiego cmentarza przy cerkwi Świętej Trójcy w Międzybrodziu powstał w latach 30. XX w. okazały grobowiec w formie piramidy. Budowla z bloków piaskowcowych ma wysokość 3 m. Nad wejściem do krypty został umieszczony kamienny krzyż maltański. Wybór formy grobowca jako piramidy należy przypisać Jerzemu Kulczyckiemu, który odbył szereg podróży naukowych, w tym także do Egiptu, gdzie we wnętrzu piramidy Cheopsa w Gizie spędził podobno na samotnej kontemplacji najszczęśliwszą godzinę swojego życia. Według prof. dra hab. Joachima Śliwy, egiptologa z Uniwersytetu Jagiellońskiego, budowla jednoznacznie nawiązuje do Wielkiej Piramidy w Gizie, będąc jej modelem w skali 1:50. Natomiast wejście do wnętrza krypty grobowej przypomina niszę piramidy w Deir el-Medina.

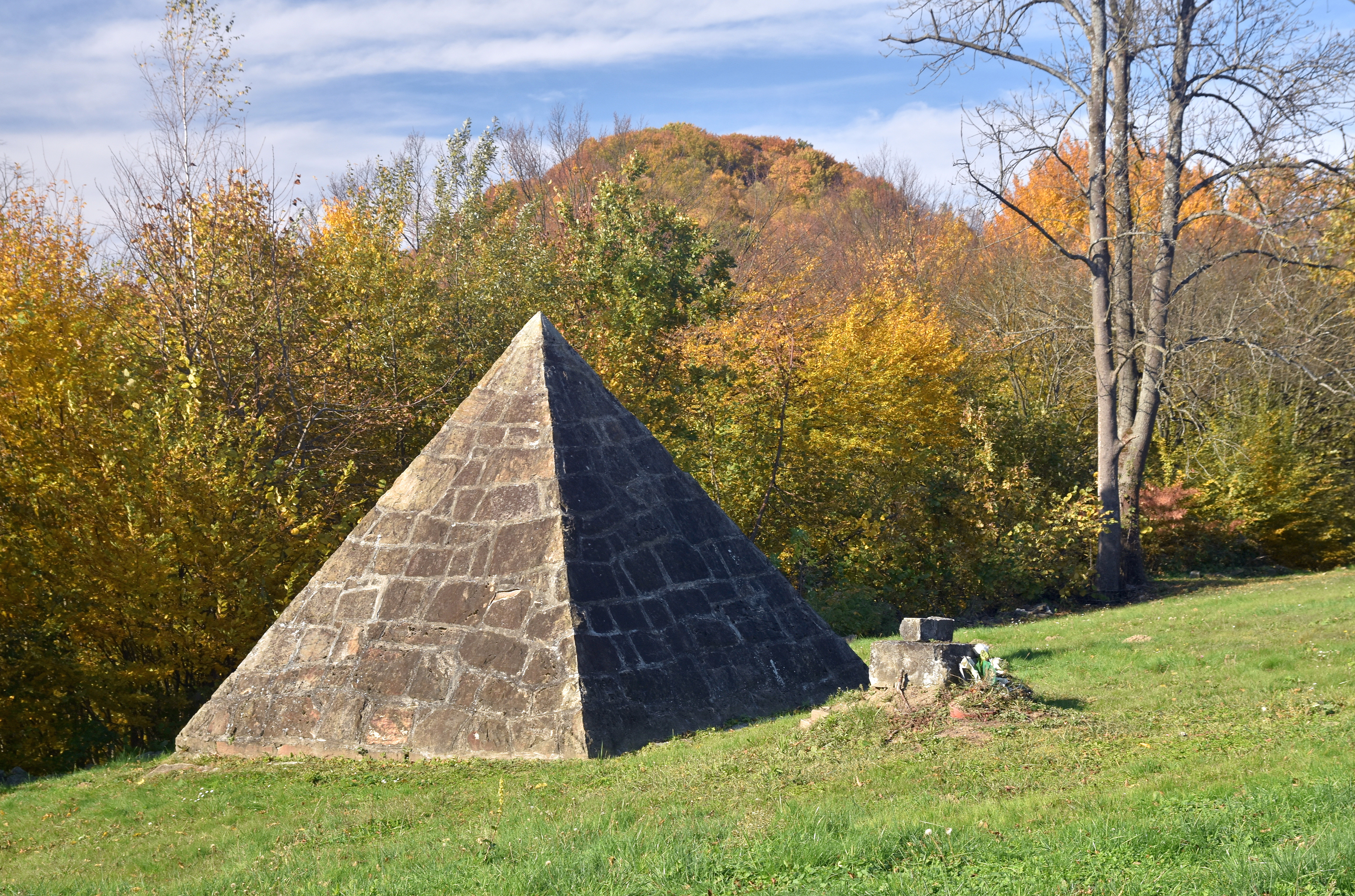
Widok od strony południowej
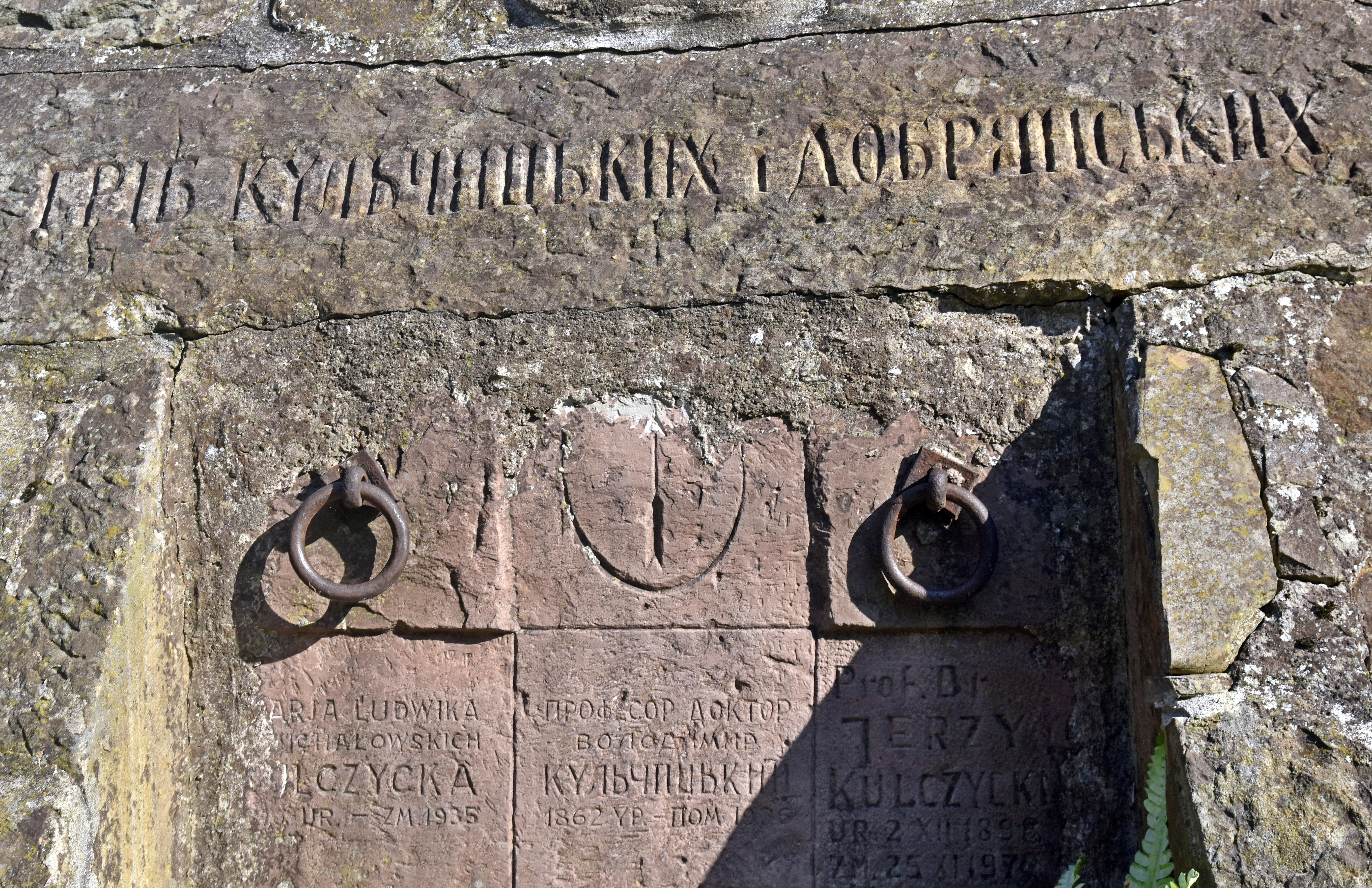
Wejście
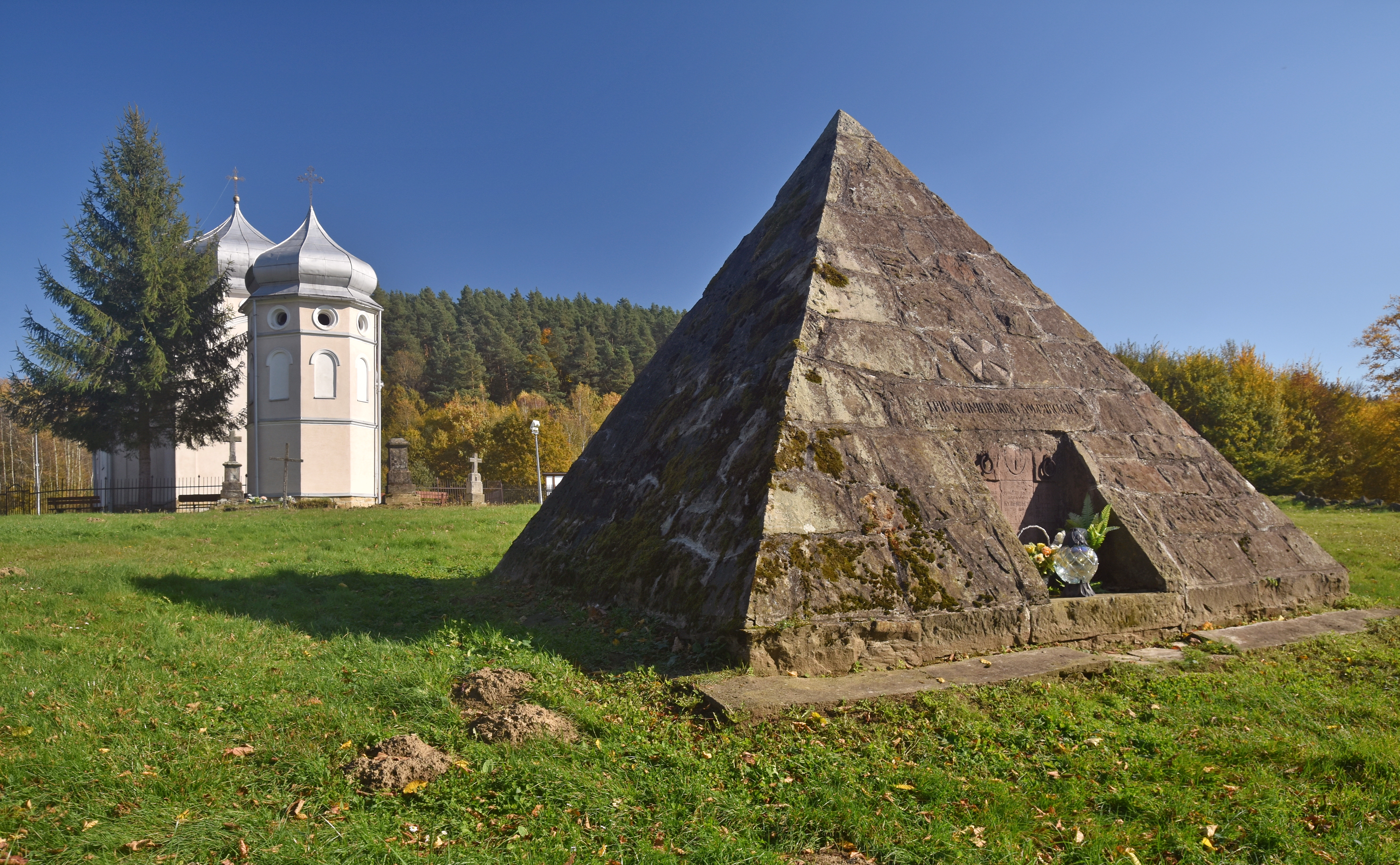
Widok od strony północnej

## Pochowani w grobowcu
- Włodzimierz Kulczycki (1862-1936) – lekarz weterynarii, zoolog, anatom zwierząt, profesor i rektor Akademii Medycyny Weterynaryjnej we Lwowie, kolekcjoner kobierców wschodnich
- Maria Kulczycka z domu Michałowska (1870-1935) – żona Włodzimierza Kulczyckiego
- Jerzy Kulczycki (1898-1974) – ich syn, profesor archeologii w Katedrze Archeologii Śródziemnomorskiej Uniwersytetu Warszawskiego, historyk sztuki[1]